# Okręg wyborczy

Okręgi wyborcze do Sejmu RP

Okręg wyborczy – część terytorium, na które dzieli się państwo w czasie trwania wyborów parlamentarnych, prezydenckich, samorządowych lub do parlamentu organizacji międzynarodowych (takich jak: Unia Europejska, Unia Afrykańska, Unia Narodów Południowoamerykańskich) w celu stworzenia jednakowych list wyborczych dla danego terenu, z których wybiera się przedstawicieli.
Ustalenia liczby posłów wybieranych w okręgach wyborczych dokonuje się przez podzielenie liczby mieszkańców kraju przez ogólną liczbę posłów wybieranych w okręgach wyborczych.

## Polska
W Polsce w wyborach do Sejmu jest ich 41, wybiera się tam od 7 do 20 posłów, natomiast w wyborach do Senatu od 2011 r. okręgów wyborczych jest 100, które są jednomandatowe, czyli takie w których można zdobyć jeden mandat.
W wyborach do Parlamentu Europejskiego jest ich 13, w których przypadają od 2 (Okręg wyborczy numer 8 do Parlamentu Europejskiego obejmujący województwo lubelskie) do 7 mandatów parlamentarne (Okręg wyborczy numer 10 do Parlamentu Europejskiego obejmujący województwa: świętokrzyskie i małopolskie). W sumie w Rzeczypospolitej Polskiej wybieranych jest 52 europosłów.

## Rodzaje okręgów wyborczych

Okręgi wyborcze do Senatu RP

Jednomandatowe okręgi wyborcze (JOW) – to takie, w których wybierany jest jeden przedstawiciel całego okręgu. Osoba ta może być wybierana przez system większości względnej bądź większości bezwzględnej (taki system obowiązuje w wyborach do Senatu RP lub Stanów Zjednoczonych).
Jeden okręg wyborczy – to taki, w których teren całego państwa jest jednolitym okręgiem wyborczym (taki system obowiązuje w wyborach do Parlamentu Europejskiego w Austrii).
Wielomandatowe okręgi wyborcze – to takie, w których wybieranych jest wielu przedstawicieli danego okręgu (taki system obowiązuje w wyborach do Sejmu RP lub w wyborach do Parlamentu Europejskiego we Włoszech).